# The Fern Bulletin
The Fern Bulletin (англ.) («Папоротевий вісник») — щоквартальний науковий журнал в США, що спеціалізувався на птеридології та видавався з 1893 по 1912 рік Папоротевим відділенням Ліннея Асоціації Агассіз та, пізніше, Американським папоротевим товариством.

## Опис
Віллард Нельсон Клют був головним редактором «Папоротевого вісника» протягом усіх років його публікації. Папоротеве відділення Ліннея Асоціації Агассіз опублікувало перші 4 випуски (1893 — 1896) під назвою «Папоротевий вісник Ліннея» і томи 5 — 12 (1897 — 1904) під назвою «Папоротевий вісник». У 1905 році члени Папоротевого відділення Ліннея створили незалежну організацію, що отримала назву Американське папоротеве товариство, а Папоротеве відділення Ліннея припинило існування. Американське папоротеве товариство продовжувало використовувати «The Fern Bulletin» як своє офіційне друковане видання до 1910 року, коли офіційним друкованим виданням товариства став новостворений «Американський папоротевий журнал». Товариство припинило видання «Папоротевого вісника» в 1912 році. Всього було опубліковано 20 випусків «The Fern Bulletin» , що містять оригінальні дослідження, польові записки, ботанічні відкриття та новини з кола інтересів членів товариства. Журнал «Бріолог» (англ. «The Bryologist») спочатку був частиною «The Fern Bulletin», перш ніж він став незалежним журналом.
Випуски 1–14 були опубліковані в Бінгемтоні, Нью-Йорк; випуски 15–20 були опубліковані в Джолієт, штат Іллінойс, коли Клют змінив місце проживання.